# ルワンダにおけるHIV/AIDS

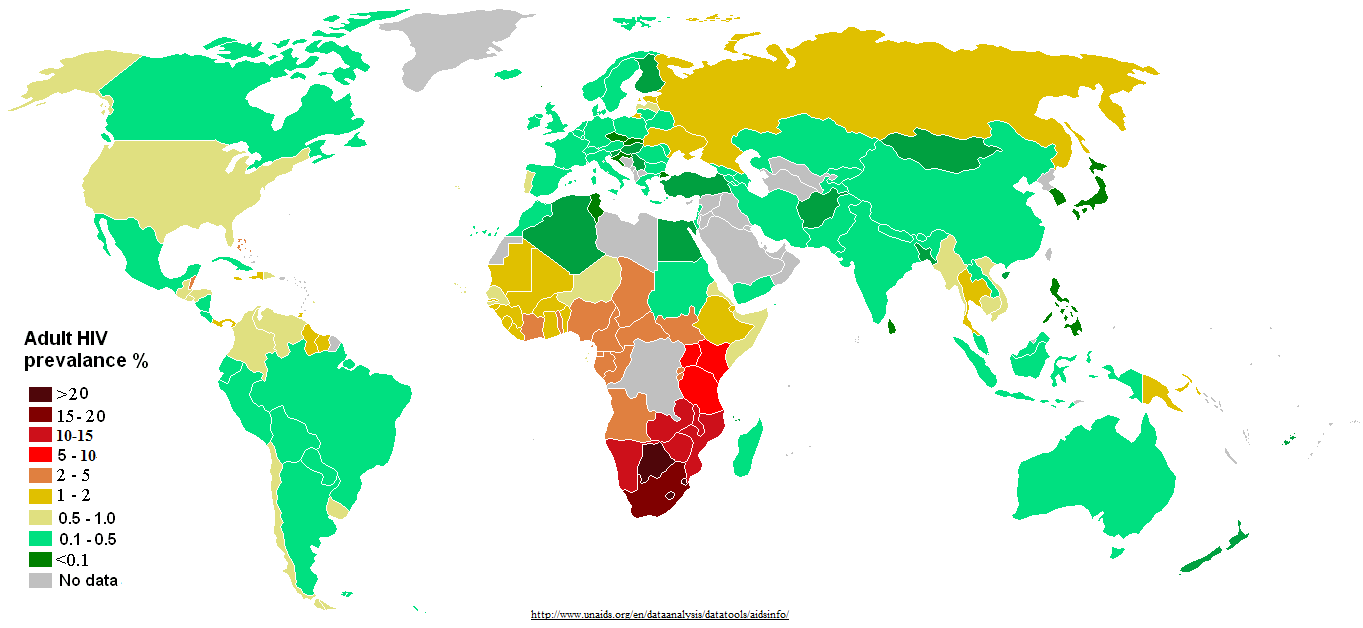
2007年度のルワンダの15歳-49歳におけるHIV感染率は2.8%である。

本稿では、ルワンダにおけるHIV/AIDSについて述べる。

## 概要

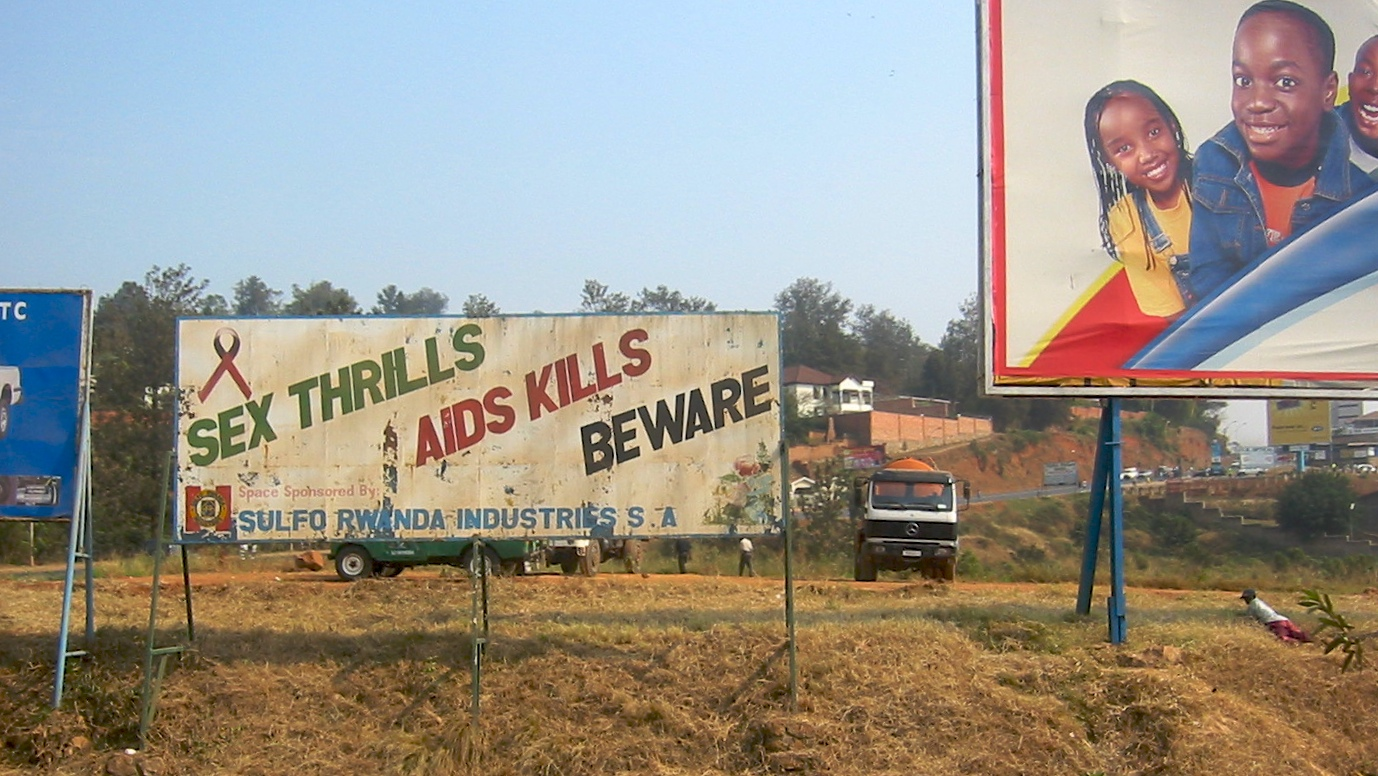
エイズに対し注意を促すルワンダの看板

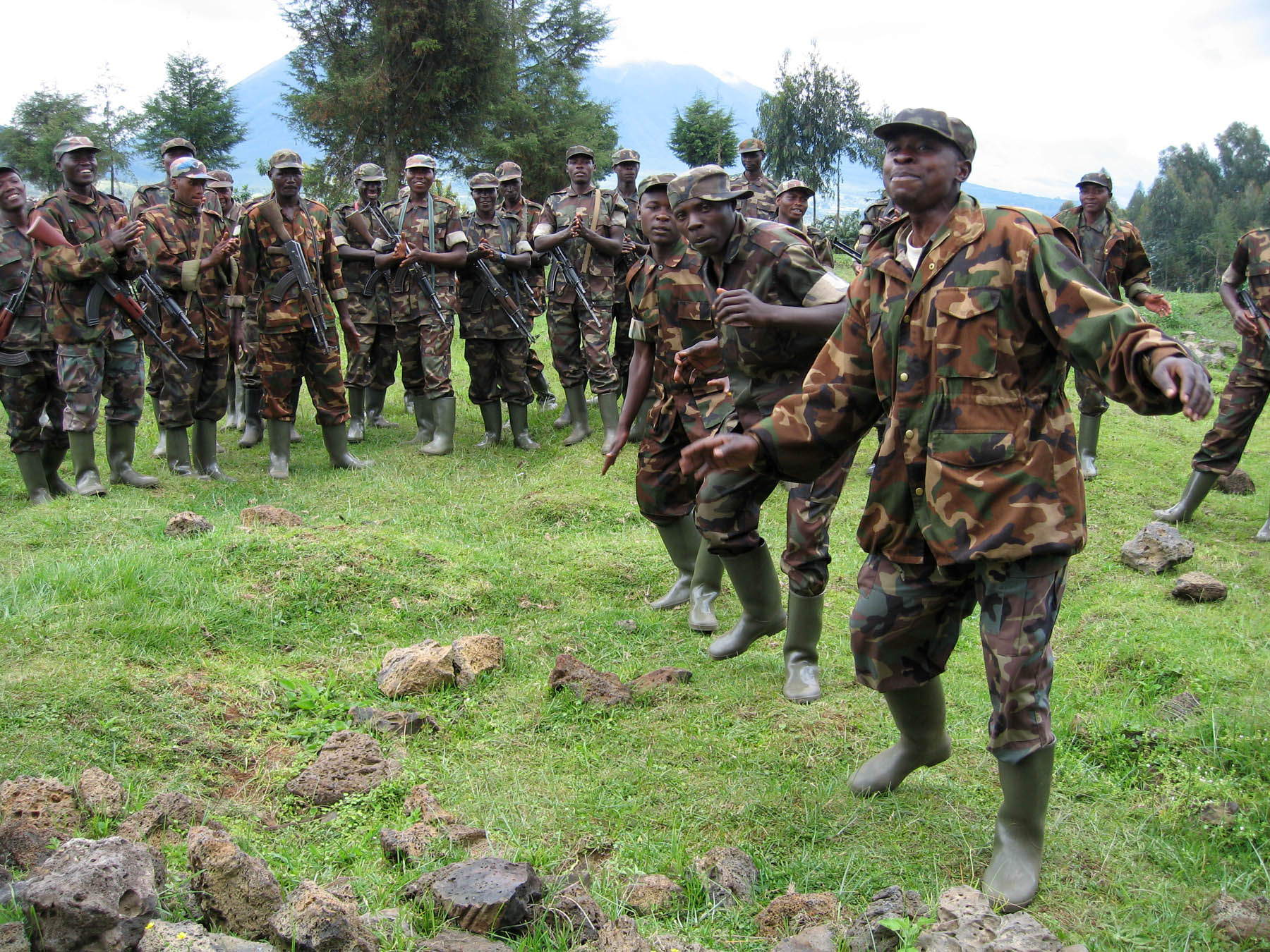
反エイズソングを歌うルワンダ兵、2007年撮影

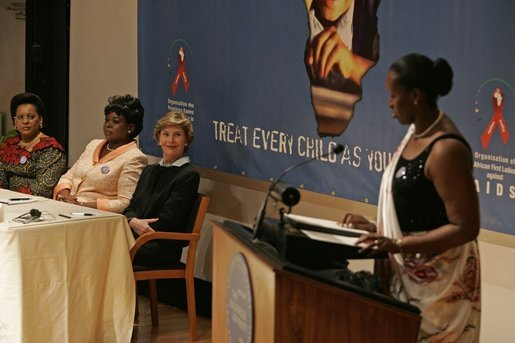
Organization of African First Ladies Against HIV/AIDS（OAFLA）で講演を行うルワンダ大統領夫人のジャネット・カガメ、2005年撮影

### 流行の状況
ルワンダでは、15歳から49歳までの成人のうちの約2.8%がHIVに感染していることが明らかとなっている。これはサハラ以南のブラックアフリカとしては中程度の蔓延率であるが、世界平均よりもはるかに高いため、大きな社会問題となっている。感染率に関しては比較的安定した推移が見られ、一部にはHIV検査方法の改善の影響もあって、1990年代後半以降は全体的に減少傾向にある。また、一般的にHIV感染率は農村部よりも都市部で高く、女性は男性よりもHIV感染のリスクが大きい。15歳から24歳までの若い女性では、同年齢層の男性と比較してHIV感染者数が2倍近くであることが知られている。また、売春婦や一部の男性などを含むHIV感染のリスクが高い人々は、性感染症の診断や予防目的で診療所へ通っている。

### 対策の状況
ルワンダは後発開発途上国に区分されており、国連の2006年度人間開発報告書によれば、人間開発指数は全177ヶ国中158位であったほか、国民のおよそ60%が貧困層に属している。1994年の4月から6月にかけて発生したルワンダ虐殺の際には、50万から100万人のツチや穏健派フツが殺害され、今でも多くの国民にトラウマなどの形で深い傷痕を残している。また、女性への組織的な性的暴行や性的拷問も数多く行われ、25万人から50万人の成人女性や少女が強姦され、2000人から5000人が強引に妊娠させられた上、HIVが被害女性の間で蔓延する結果となった。
さらに、このルワンダ虐殺の影響で多くのルワンダ人が移住した結果、都市部の地域の人口が大幅に増加した。一方で、医師、看護師やその他の医療従事者を含む熟練した医療関係者や教養のある社会人の相当数が、ルワンダ虐殺の時に殺害されるか都市部から避難するかしたことにより、当該地域の衛生医療分野に携わる人的資源の不足が顕著になっている。加えて、多くの保健所では検査や治療に必要な医療機器などの設備や消耗品が不足するとともに、電力供給もルワンダ全土で未だ不安定となっており、輸血用血液製剤の安全化処理やデータの管理、医薬品の保存などを行う病院、保健所、研究所に悪影響を与えている。
なお、HIV/AIDSは患者自身が生涯に渡って関わり続けなければならない問題であるが、HIV/AIDSについて社会のあらゆる場面で情報を共有していくことによって、ルワンダにおける患者の状況は徐々に改善されつつある。
2005年には、ポール・カガメルワンダ大統領の妻、ジャネット・カガメ大統領夫人がOrganization of African First Ladies Against HIV/AIDS（OAFLA）に参加し、公演を行っている。

## 関連資料
- U.S. Government interagency website RWANDA AIDS INDICATOR TABLES